# Gabrielle Carle
Gabrielle Carle (Quebec, 12 oktober 1998) is een voetbalspeelster uit Canada. Ze speelt als verdediger voor Washington Spirit in de National Women's Soccer League.

## Clubcarrière
Gabrielle Carle begon op vijfjarige leeftijd met voetballen bij AS Chaudière-Est in Lévis. Twee jaar later ging ze studeren en voetballen aan de Florida State University. Daarvoor had Carle al deel uitgemaakt van Quebec Dynamo ARSQ. Na haar studeertijd stapte Carle over naar stadsgenoot Dynamo de Quebec, actief in de Ligue 1 Quebec.
In december 2021 tekende Carle een éénjarig contract bij het Zweeds Kristianstads DFF. Op 27 maart 222 debuteerde ze in een thuiswedstrijd tegen Kalmar FF door in de basis te starten. Toen haar contract afliep, besloot Carle de club in 2023 te verlaten voor het Amerikaanse Washington Spirit. Bij de club uit Washington D.C tekende Carle een tweejarig contract tot medio 2025.

## Statistieken
| Seizoen | Club              | Land             | Competitie                     | Wedstrijden | Doelpunten |
| ------- | ----------------- | ---------------- | ------------------------------ | ----------- | ---------- |
| 2022    | Kristianstads DFF | Zweden           | Damallsvenskan                 | 22          | 2          |
| 2023    | Washington Spirit | Verenigde Staten | National Women's Soccer League | 22          | 0          |
| 2024    | Washington Spirit | Verenigde Staten | National Women's Soccer League | 16          | 0          |
| Totaal  | Totaal            | Totaal           | Totaal                         | 60          | 2          |

Laatste update: 25 juli 2024

## Interlandcarrière
Gabrielle Carle debuteerde voor het Canadese elftal op 9 december 2015 in een wedstrijd tegen Mexico. In een 10-0 overwinning op Guatemala maakte ze haar eerste interlanddoelpunt. Met Canada onder 20 kwam Carle uit op het WK 2016. Datzelfde jaar stond ze op de reservelijst van de selectie van Canada voor de Olympische Spelen. Canada wist met de bronzen medaille aan de haal te gaan.
In 2019 werd Carle opgenomen in de selectie van Canada voor het WK 2019. Ze kwam geen minuut in actie op het eindtoernooi. In 2023 werd Carle eveneens opgeroepen maar maakte ze geen minuten op het WK 2023. Tussendoor werd Carle op de reservelijst gezet voor Olympische Spelen. Haar land behaalde de gouden medaille op deze spelen. In 2024 is Carle opgenomen in de selectie van Canada voor de Olympische Spelen, waarin ze in het eerste groepsduel tegen Nieuw-Zeeland haar eerste minuten maakte op een eindtoernooi.